# In acustico
In acustico è un album discografico live del gruppo musicale Radiodervish pubblicato nel 2001.

## Il disco
Il disco contiene una registrazione effettuata da sei diversi concerti tenuti presso l'auditorium Vallisa di Bari nel marzo del 2001. Sono presenti otto brani in versione acustica relativi anche al periodo in cui il gruppo si chiamava Al Darawish (primi anni '90).
Il disco è relativo a una campagna di beneficenza e affidamento a distanza per bambini palestinesi a cui il gruppo ha aderito assieme al giornale La gazzetta del mezzogiorno.

## Tracce
1. Bahia
2. Taci, il nemico t'ascolta
3. Radio Dervish
4. Gaza
5. Rosa di Turi
6. New Partisan
7. Due Soli
8. Belzebù